# Semaeopus fissaria
Semaeopus fissaria är en fjärilsart som beskrevs av Achille Guenée 1858. Semaeopus fissaria ingår i släktet Semaeopus och familjen mätare. Inga underarter finns listade i Catalogue of Life.